# Analytical Methods
Analytical Methods, скорочено Anal. Methods — рецензований науковий журнал гібридного відкритого доступу, який видає Королівське хімічне товариство. Перший випуск вийшов у 2009 році. Наразі журнал містить 12 номерів на рік. Публікуються статті, присвячені новим аналітичним методам.
Імпакт-фактор у 2019 році становив 2,596. Відповідно до статистики ISI Web of Knowledge, у 2014 році журнал посів 42 місце з 74 журналів у категорії Аналітичної хімія та 22 місце з 44 журналів у категорії Спектроскопія.